# Prêt-à-porter

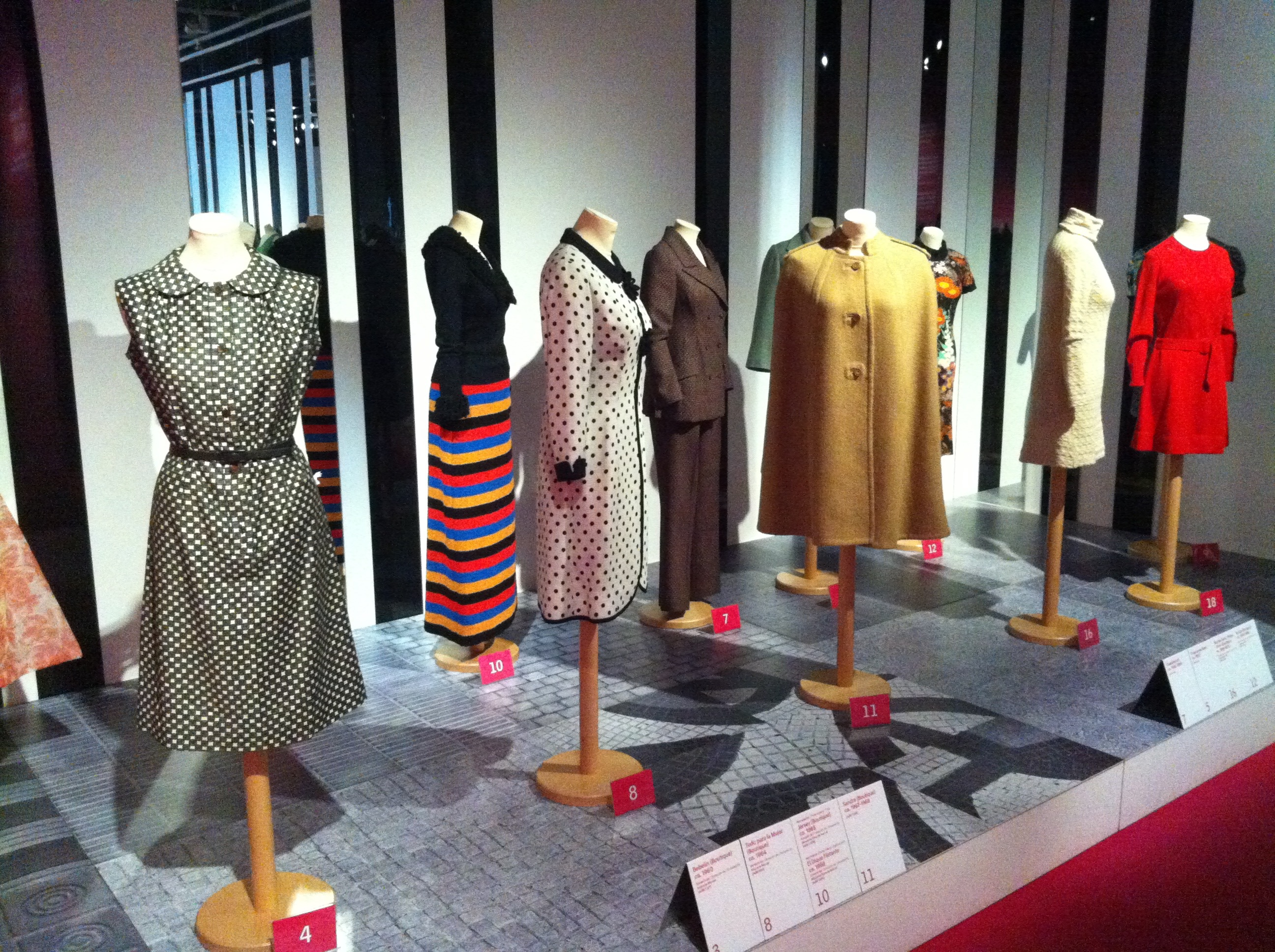
Prêt-à-porter-Mode im Ausstellungszentrum Palau Robert in Barcelona

Prêt-à-porter [pʀɛtapɔʀˈte] (franz. „bereit zum Tragen“, Lehnübersetzung von engl. ready-to-wear) bezeichnet von Modeschöpfern entworfene, tragefertige Kleidermode. Im Gegensatz zur Haute Couture wird die Bekleidung dabei nicht maßgeschneidert, sondern in Standardgrößen und im fertigen Zustand auf den Markt gebracht. Von der serienmäßig hergestellten Konfektion der Textilindustrie grenzt sich die Prêt-à-porter-Mode meist durch limitierte Auflagen und avantgardistische Entwürfe ab.

## Geschichte
Prêt-à-porter hat seine Ursprünge in den Pariser Straßengeschäften, sogenannten Boutiquen, der 1930er Jahre, die Grand Couturiers wie Lucien Lelong und Elsa Schiaparelli erstmals abseits ihres Couture-Salons einrichteten. Dort verkauften sie zunächst Accessoires, später auch preisgünstigere und einfachere Modelle der „Couture-Création“. Dieses Konzept wurde nach dem Zweiten Weltkrieg ausgebaut, zahlreiche Modeschöpfer kooperierten nun mit Kaufhäusern, so etwa Jacques Fath und Pierre Cardin. In Italien begannen in den 1950er Jahren Modeschöpfer, ihre Entwürfe in Manufakturen in begrenzten Stückzahlen zu fertigen und in Boutiquen zu verkaufen. In Deutschland gehörten Bessie Becker und Willy Bogner zu den ersten Modedesignern mit einem Prêt-à-porter-Atelier.
Vor allem außerhalb Frankreichs gingen Designerinnen und Designer wie Claire McCardell einen anderen Weg: statt Couture-Mode zu kopieren, schufen sie innovative und zugleich komfortable Prêt-à-porter-Mode, die auch massentauglich war. In England entwarfen unter anderem Mary Quant, Laura Ashley und Barbara Hulanicki ab Ende der 1950er unkonventionelle, erschwingliche Kleider und prägten so die Jugendmode.
Während sich die Pariser Haute Couture dem neuen Trend lange verschloss, entwarfen etwa Emmanuelle Khanh, Cacharel und Dorothée Bis nur noch Prêt-à-porter-Mode. Ab Mitte der 1960er Jahre begannen auch die französischen Grand Couturiers, jährlich zwei Prêt-à-porter-Kollektionen zusätzlich zu den Haute-Couture-Schauen zu präsentieren. Die Kollektionen wurden erstmals 1965 auf der Messe Salon du Prêt-à-porter vorgestellt. Im Jahr 1973 wurde die Chambre Syndicale du Prêt-à-porter des Couturiers et Créateurs de Mode gegründet. In Italien gab es ebenfalls seit 1966 Alta-Moda-Pronta-Modeschauen. Besonders in den 1970er Jahren trugen die Alta-Moda-Pronta-Kollektionen von Armani, Laura Biagiotti, Salvatore Ferragamo, Gianni Versace und Krizia zum internationalen Renommé der italienischen Designer bei und begründeten den Ruf von Mailand als Zentrum des italienischen Prêt-à-porter. In Deutschland und Österreich gehörten in den 1970er Jahren unter anderem die Kollektionen von Jil Sander, Caren Pfleger und Helmut Lang zu den international beachteten Prêt-à-porter-Konfektionen.
Heute kreieren einige Modehäuser und Modeschöpfer Prêt-à-porter-Produktlinien, die industriell massengefertigt werden. Bei anderen sind diese Produkte immer noch sehr exklusiv und werden nur in limitierter Stückzahl und nur eine bestimmte Zeit lang produziert. Oft werden die Kollektionen in gehobenen Modehäusern sogar noch in einem eigenen Atelier gefertigt. Auch werden viele von ihnen ausgestellt und auf Modeschauen präsentiert.

## Stilrichtungen
Stilistisch dominierte in den späten 1970er und frühen 1980er Jahren der Folklore-Look – unter anderem mit Ponchos, Gaucho- und Haremshosen, folkloristischen Wollröcken – die Prêt-à-porter-Kollektionen. In den 1980er Jahren kamen verstärkt über japanische Designer, wie Yōji Yamamoto und Issey Miyake, fernöstliche Einflüsse in die Kollektionen. Seit den 1980er Jahren ist die Prêt-à-porter-Mode durch eine Vielzahl modischer Stilrichtungen geprägt. Jean Paul Gaultier prägte den androgynen Modestil Mitte der 1980er Jahre, der Grunge- und Poor-Look wurde vor allem von Ann Demeulemeester eingeführt, während Vivienne Westwoods Kollektionen insbesondere durch provozierende Neuinterpretationen historischer Kostüme gekennzeichnet waren. Gianni Versace kreierte in den 1980er Jahren den Bondage-Stil, entwarf aber auch wie Alexander McQueen und John Galliano opulente Prêt-à-porter-Kollektionen. Neben ausgefallenen Kollektionen beherrschte in den 1990er Jahren auch ein puristischer, transparenter und sachlicher Stil die Prêt-à-porter-Mode. Zu den international erfolgreichsten Vertretern dieser Stilrichtung zählten Jil Sander, Helmut Lang und Donna Karan.